# Tosiwo Nakayama
Tosiwo Nakayama (Chuuk, 23 novembre 1931 – Honolulu, 29 marzo 2007) è stato un politico micronesiano, primo Presidente degli Stati Federati di Micronesia.
Eletto dal Congresso degli Stati Federati di Micronesia l'11 maggio del 1979 terminò il suo mandato l'11 maggio 1987, quando venne eletto John Haglelgam.